# Casignetus humboldti
Casignetus humboldti es una especie de coleóptero de la familia Lucanidae.

## Distribución geográfica
Habita en Brasil y en Uruguay.